# Nevada a Catalunya del 1962
La Nevada a Catalunya del 1962 fou un històric episodi de nevada que es produí el dia de nadal de 1962 i que va afectar tot Catalunya, especialment el litoral i prelitoral centrals. Es considera la nevada més important del segle XX en aquesta àrea.

## Història meteorològica

### Situació sinòptica
Els dies previs al Nadal del 1962 res feia preveure la nevada que s'esdevindria. Una setmana abans, l'anticicló de les Açores estava molt reforçat amb pressions en el seu centre de 1030 hPa i amb una falca anticiclònica que s'estenia sobre la península Ibèrica. En aquest marc sinòptic, les temperatures varen pujar de manera notable i assoliren valors superiors als normals per a l'època de l'any. Ara bé, el dia 22 l'anticicló s'afeblí a les nostres altituds i se'n formà un de nou al nord d'Europa, que arribà a pressions de més de 1040 hPa, amb una massa molt freda a nivells baixos a aquelles latituds. Amb aquesta configuració sinòptica, el flux de vent sobre Catalunya passà a ser del nord afavorint l'arribada de la massa freda continental. A partir del dia 23, l'anticicló es va anar estenent cap als països més occidentals, el vent va girar a component nord i est, i l'advecció freda es feu més notable. A 1400 metres la temperatura es va mantenir al voltant del -8 °C, 12 °C per sota del valor mitjà, entre els dies 24 i 25. A la zona de la Mediterrània occidental es formà una baixa que acabà per aprofundir-se entre Catalunya i les illes Balears, amb pressions de 1012 hPa. Aquesta baixa va reforçar el vent de component nord i est a superfície i afavorí l'entrada d'una massa molt humida, principalment al litoral i prelitoral centrals, on les nevades varen ser més importants. Al mateix temps, a nivells alts la baixa situada al nord-oest d'Itàlia es va traslladar cap a les nostres longituds i es va situar sobre Catalunya. El dia 25, tant la baixa com l'anticicló, començaren a afeblir-se i a retirar-se cap a l'est i una baixa situada a l'oest de Portugal va reforçar els vents de component sud, que van fer pujar les temperatures que en dies posteriors van tornar a situar-se per damunt de la mitjana d'un mes de desembre.

### Extensió i intensitat de la nevada

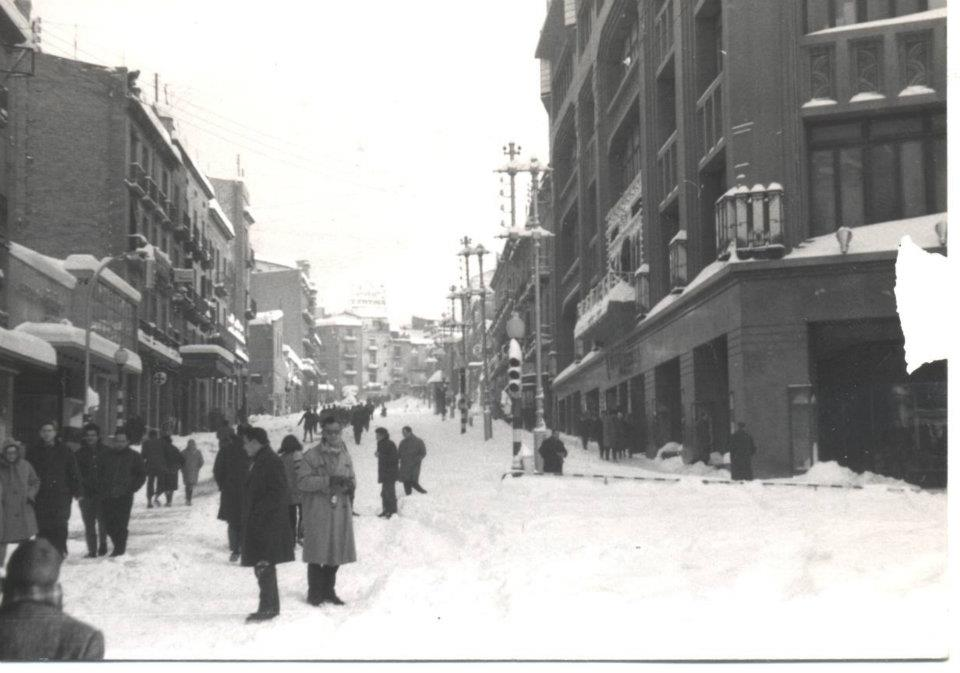
Fotografia de la nevada del desembre de 1962, realitzada per Rossend Capellà

La situació sinòptica descrita va generar unes excepcionals condicions meteorològiques. Si bé bona part del Principat va rebre la visita de la neu aquell dia de Nadal, la configuració dels centres d'acció va afavorir que la caiguda de temperatura i els majors gruixos de neu es concentressin a la part del litoral i prelitoral centrals. Les comarques del Vallès Oriental, el Vallès Occidental, el Maresme, el Barcelonès i el Baix Llobregat varen concentrar les acumulacions més destacades, superiors als 80 cm en molts casos. Entre aquests destaquen els 110 cm de Martorelles, 102 cm a Vilanova del Vallès, i 100 cm a Castellterçol, Granollers, Llinars del Vallès i el Turó de l'Home (Vallès Oriental). També les comarques de la Selva, el Baix Empordà, el sud d'Osona i del Gironès, el Bages i la part oriental de l'Alt Penedès i l'Anoia van acumular gruixos que voltaren els 40 o 50 cm, mentre que els gruixos varen anar disminuint cap al Pirineu, i cap a les comarques de Ponent i del sud. De fet, a les comarques del Montsià i del Baix Ebre no hi ha constància que s'enregistrés el fenomen de la neu a terra. Tot seguit, es mostra el mapa amb la distribució espacial de l'extensió dels gruixos de neu, mentre que a l'annex 1 s'especifiquen els gruixos assolits a més d'un centenar de poblacions.
Pel que fa a la temperatura, es van assolir valors gèlids a bona part del país. Les zones afectades per la nevada foren les que registraren una temperatura clarament inferior a la mitjana, especialment els dies 26 i 27, en què la temperatura va estar per sota dels 0 °C durant tot el dia. A punts del litoral central la temperatura mínima va arribar a -5 °C, i a la plana del Vallès es van assolir els valors més baixos, amb una temperatura mínima que va estar al voltant dels -10 °C a molts indrets, i en alguns punts com a Llinars del Vallès o Cardedeu es van fregar o superar els -15 °C.